# Eutetranychus banksi
Eutetranychus banksi är en spindeldjursart som först beskrevs av McGregor 1914.  Eutetranychus banksi ingår i släktet Eutetranychus och familjen Tetranychidae. Inga underarter finns listade i Catalogue of Life.